# Lewes

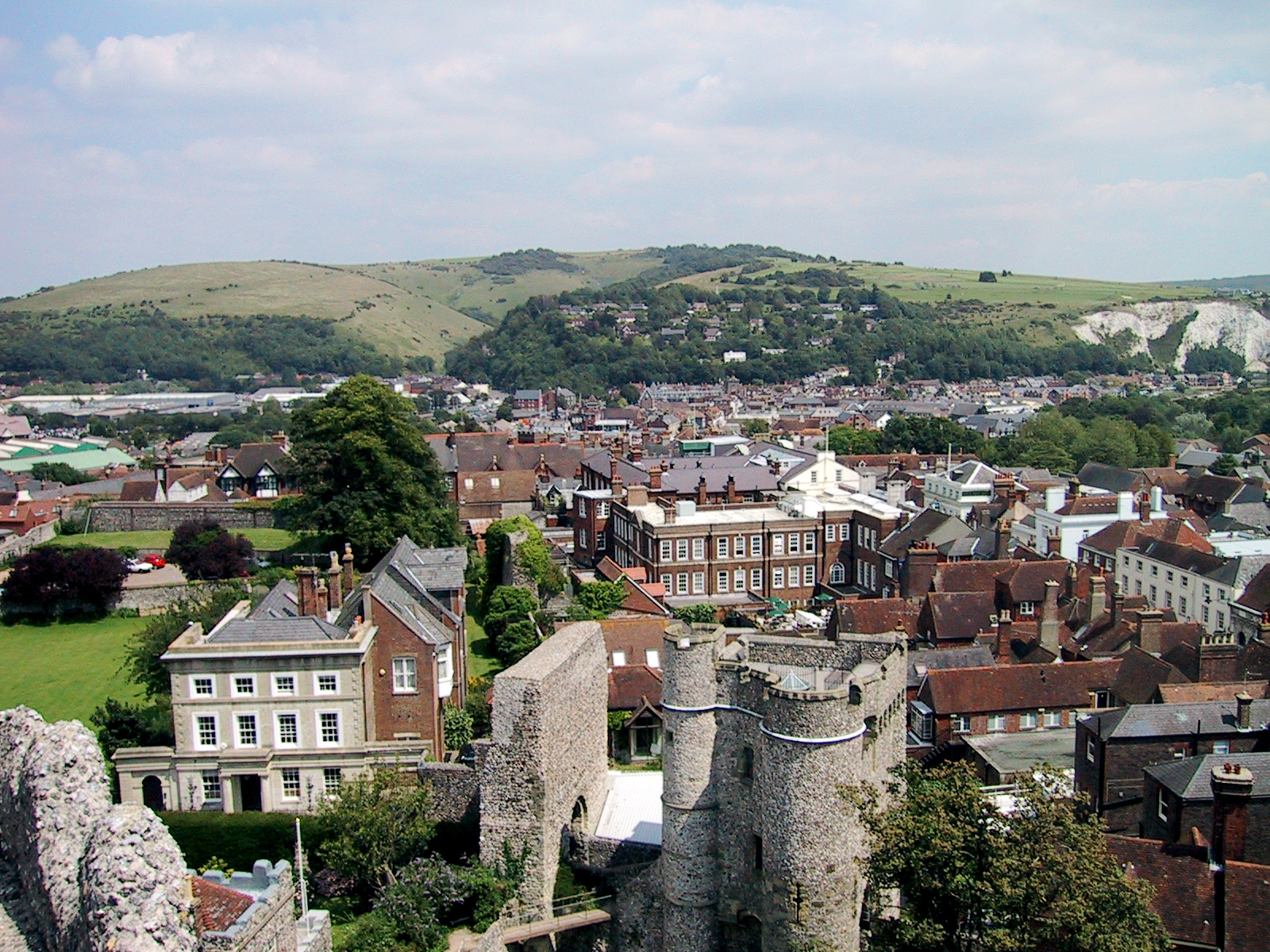
Lewes

Lewes je hlavní město Anglického hrabství Sussex Lewes má velmi bohatou historii, která se píše už od časů starověkého Říma. Blízko tohoto města se také odehrála bitva u Lewes. V tomto městě se také hodně slaví noc Guye Fawkese.

## Osobnosti
- Gideon Mantell (1790 - 1852), lékař, geolog, a paleontolog
- Thomas Paine (1737 - 1809), revolucionář, filosof, spisovatel (pamfletář), vynálezce, a signatář Deklarace nezávislosti USA
- Virginia Woolfová (1882 – 1941), anglická spisovatelka, kritička, esejistka a feministka

## Partnerská města
- Waldshut-Tiengen, Německo, 1974
- Blois, Francie, 1963